# Filmjahr 1966
Liste der Filmjahre

◄◄ | ◄ | 1962 | 1963 | 1964 | 1965 | Filmjahr 1966 | 1967 | 1968 | 1969 | 1970 | ► | ►►

Weitere Ereignisse

## Ereignisse
- 15. Januar: Heinz Schenk und Lia Wöhr agieren erstmals als Gastgeber in der Unterhaltungsshow Zum Blauen Bock, die zuvor Otto Höpfner den Fernsehzuschauern präsentiert hat.
- 18. Juni: Nur drei Tage nach der Uraufführung am 15. Juni wird die DEFA-Produktion Spur der Steine (Regie: Frank Beyer) wegen angeblicher „antisozialistischer Tendenzen“ aus dem Programm der DDR-Kinos genommen. Seine Aufführung in der DDR war anschließend erst wieder im Oktober 1989 möglich.
- 17. September – Willy Brandt eröffnet mit der Deutschen Film- und Fernsehakademie Berlin die erste Filmhochschule der Bundesrepublik Deutschland.
- 17. September: Im deutschen Fernsehen wird die erste Folge der Serie Raumpatrouille – Die phantastischen Abenteuer des Raumschiffes Orion gezeigt.
- 23. Dezember: In Italien kommt Sergio Leones Film Zwei glorreiche Halunken (Originaltitel Il buono, il brutto, il cattivo) in die Kinos.
- Die Sieger der BRAVO Otto Leserwahl 1966:
  - Kategorie – männlicher Filmstar: Gold Pierre Brice, Silber Sean Connery, Bronze Thomas Fritsch
  - Kategorie – weiblicher Filmstar: Gold Marie Versini, Silber Sophia Loren, Bronze Liselotte Pulver

## Erfolgreichste Filme

### Top 10 in Deutschland
Die zehn erfolgreichsten Filme an den deutschen Kinokassen nach Besucherzahlen (Stand: 25. November 2018):
| Platz | Filmtitel                            | Besucher   |
| ----- | ------------------------------------ | ---------- |
| 1.    | Doktor Schiwago                      | 12.750.000 |
| 2.    | Die gefürchteten Vier                | 3.750.000  |
| 3.    | Angélique und der König              | 3.000.000  |
| 4.    | Die Nibelungen                       | 3.000.000  |
| 5.    | Winnetou und das Halbblut Apanatschi | 2.750.000  |
| 6.    | Für ein paar Dollar mehr             | 2.640.010  |
| 7.    | Es                                   | 2.500.000  |
| 8.    | Mohn ist auch eine Blume             | 2.302.823  |
| 9.    | Onibaba – Die Töterinnen             | 2.500.000  |
| 10.   | Der Bucklige von Soho                | 2.500.000  |

### Top 10 in den USA
Die zehn erfolgreichsten Filme an den US-amerikanischen Kinokassen nach Einspielergebnis.
| Platz | Filmtitel                                        | Einspielergebnis in US-Dollar |
| ----- | ------------------------------------------------ | ----------------------------- |
| 1.    | Hawaii                                           | 15.600.000                    |
| 2.    | The Bible: In the Beginning...                   | 15.000.000                    |
| 3.    | Who’s Afraid of Virginia Woolf?                  | 14.500.000                    |
| 4.    | The Sand Pebbles                                 | 13.500.000                    |
| 5.    | A Man for All Seasons                            | 12.800.000                    |
| 6.    | The Russians Are Coming, the Russians Are Coming | 9.800.000                     |
| 7.    | Grand Prix                                       | 9.300.000                     |
| 8.    | The Professionals                                | 8.800.000                     |
| 9.    | Alfie                                            | 8.500.000                     |
| 10.   | Georgy Girl                                      | 7.600.000                     |

### Erfolgreichste Filme in Asien
| Land        | Filmtitel         | Einspielergebnis (umgerechnet in $) |       |
| ----------- | ----------------- | ----------------------------------- | ----- |
| Sowjetunion | Krieg und Frieden | 15.600.000                          | [ 4 ] |
| Indien      | Phool Aur Patthar | 11,790,000                          | [ 5 ] |

## Filmpreise

### Golden Globe Award
Am 28. Februar findet im Coconut Grove die Golden-Globe-Verleihung statt.
- Bestes Drama: Doktor Schiwago von David Lean
- Bestes Musical/Komödie: Meine Lieder – meine Träume von Robert Wise
- Bester Schauspieler (Drama): Omar Sharif in Doktor Schiwago
- Beste Schauspielerin (Drama): Samantha Eggar in Der Fänger
- Bester Schauspieler (Musical/Komödie): Lee Marvin in Cat Ballou – Hängen sollst du in Wyoming
- Beste Schauspielerin (Musical/Komödie): Julie Andrews in Meine Lieder – meine Träume
- Bester Nebendarsteller: Oskar Werner in Der Spion, der aus der Kälte kam
- Beste Nebendarstellerin: Ruth Gordon in Verdammte, süße Welt
- Bester Regisseur: David Lean für Doktor Schiwago
- Beste Musik: Maurice Jarre für Doktor Schiwago
- Cecil B. DeMille Award: John Wayne

### Academy Awards
Die Oscarverleihung findet am 18. April im Santa Monica Civic Auditorium statt. Moderator ist Bob Hope. Zum ersten Mal wird die Verleihung im Fernsehen in Farbe zu sehen sein.
- Bester Film: Meine Lieder – meine Träume von Robert Wise
- Bester Hauptdarsteller: Lee Marvin in Cat Ballou – Hängen sollst du in Wyoming
- Beste Hauptdarstellerin: Julie Christie in Darling
- Bester Regisseur: Robert Wise für The Sound of Music
- Bester Nebendarsteller: Martin Balsam in A Thousand Clowns
- Beste Nebendarstellerin: Shelley Winters in Träumende Lippen
- Bester fremdsprachiger Film: Das Geschäft in der Hauptstraße von Jan Kádár

Vollständige Liste der Preisträger

### Internationale Filmfestspiele von Cannes 1966
Das Festival findet vom 5. Mai bis zum 20. Mai statt. Die Jury unter Präsidentin Sophia Loren vergibt folgende Preise:
- Goldene Palme: Aber, aber, meine Herren... von Pietro Germi und Ein Mann und eine Frau von Claude Lelouch
- Bester Schauspieler: Per Oscarsson in Hunger
- Beste Schauspielerin: Vanessa Redgrave in Protest
- Bester Regisseur: Sergei Jutkewitsch für Lenin in Polen

### Internationale Filmfestspiele Berlin 1966
Das Festival findet vom 24. Juni bis zum 5. Juli statt. Die Jury wählt folgende Preisträger aus:
- Goldener Bär: Wenn Katelbach kommt... von Roman Polański
- Bester Schauspieler: Jean-Pierre Léaud in Masculin, féminin
- Beste Schauspielerin: Lola Albright in Lord Love a Duck
- Bester Regisseur: Carlos Saura für La Caza

### Filmfestspiele von Venedig
Das Festival findet vom 28. August bis zum 10. September statt. Die Jury wählt folgende Preisträger aus:
- Goldener Löwe: Schlacht um Algier von Gillo Pontecorvo
- Bester Schauspieler: Jacques Perrin in La Busca und Un Uomo a Metà
- Beste Schauspielerin: Natalja Arinbassarowa in Perwy utschitel

### Deutscher Filmpreis
- Bester Film: Der junge Törless
- Beste Regie: Ulrich Schamoni für Es und Volker Schlöndorff für Der junge Törless
- Beste Hauptdarstellerin: Sabine Sinjen für Es
- Beste Nebendarstellerin: Edda Seippel für Schonzeit für Füchse

### British Film Academy Award
- Bester Film: My Fair Lady von George Cukor
- Bester britischer Darsteller: Dirk Bogarde für Darling
- Bester ausländischer Darsteller: Lee Marvin für Cat Ballou – Hängen sollst du in Wyoming
- Beste britische Darstellerin: Julie Christie für Darling
- Beste ausländische Darstellerin: Patricia Neal für Erster Sieg

### Étoile de Cristal
- Bester Film: Der Krieg ist vorbei von Alain Resnais
- Bester Darsteller: Yves Montand in Der Krieg ist vorbei
- Beste Darstellerin: Brigitte Bardot in Viva Maria!
- Bester ausländischer Film: Die Liebe einer Blondine von Miloš Forman
- Bester ausländischer Darsteller: Oskar Werner in Das Narrenschiff
- Beste ausländische Darstellerin: Vivien Leigh in Das Narrenschiff

### New York Film Critics Circle Award
- Bester Film: Ein Mann zu jeder Jahreszeit von Fred Zinnemann
- Beste Regie: Fred Zinnemann für Ein Mann zu jeder Jahreszeit
- Bester Hauptdarsteller: Paul Scofield in Ein Mann zu jeder Jahreszeit
- Beste Hauptdarstellerin: Lynn Redgrave in Georgy Girl und Elizabeth Taylor in Wer hat Angst vor Virginia Woolf?
- Bester ausländischer Film: Das Geschäft in der Hauptstraße von Ján Kadár und Elmar Klos

### National Board of Review
- Bester Film: Ein Mann zu jeder Jahreszeit von Fred Zinnemann
- Beste Regie: Fred Zinnemann für Ein Mann zu jeder Jahreszeit
- Bester Hauptdarsteller: Paul Scofield in Ein Mann zu jeder Jahreszeit
- Beste Hauptdarstellerin: Elizabeth Taylor in Wer hat Angst vor Virginia Woolf?
- Bester Nebendarsteller: Robert Shaw in Ein Mann zu jeder Jahreszeit
- Beste Nebendarstellerin: Vivien Merchant in Der Verführer läßt schön grüßen
- Bester fremdsprachiger Film: Julia und die Geister von Federico Fellini

### Laurel Award
- Bestes Action-Drama: James Bond 007 – Feuerball von Terence Young
  - Beste Action-Darstellung: Sean Connery in James Bond 007 – Feuerball
- Bestes Drama: Doktor Schiwago von David Lean
  - Bester dramatischer Darsteller: Richard Burton in Der Spion, der aus der Kälte kam
  - Beste dramatische Darstellerin: Julie Christie in Darling
- Beste Komödie: Cat Ballou – Hängen sollst du in Wyoming von Elliot Silverstein
  - Bester komödiantischer Darsteller: Lee Marvin in Cat Ballou – Hängen sollst du in Wyoming
  - Beste komödiantische Darstellerin: Jane Fonda in Cat Ballou – Hängen sollst du in Wyoming
- Bestes Musical: Dominique – Die singende Nonne von Henry Koster
  - Bester Musical-Darsteller: Elvis Presley in Cowboy-Melodie
  - Beste Musical-Darstellerin: Julie Andrews in Meine Lieder – meine Träume

### Weitere Filmpreise und Auszeichnungen
- Bodil: Kaliber 7,65 – Diebesgrüße aus Kopenhagen von Erik Balling
- Deutscher Kritikerpreis: Alexandra Kluge
- Directors Guild of America Award: Robert Wise für Meine Lieder – meine Träume, William Wyler (Lebenswerk)
- Louis-Delluc-Preis: Der Krieg ist vorbei von Alain Resnais
- Nastro d’Argento: Ich habe sie gut gekannt von Antonio Pietrangeli und Der Diener von Joseph Losey
- Photoplay Award: Die Russen kommen! Die Russen kommen! von Norman Jewison (Bester Film), David Janssen (populärster männlicher Star), Barbara Stanwyck (populärster weiblicher Star)
- Festival Internacional de Cine de San Sebastián: Hier war ich glücklich von Desmond Davis
- Writers Guild of America Award: Meine Lieder – meine Träume (Bestes Musical), Der Pfandleiher (Bestes Drama), Tausend Clowns (Beste Komödie), Isobel Lennart (Lebenswerk)

## Geburtstage

### Januar bis März
Januar

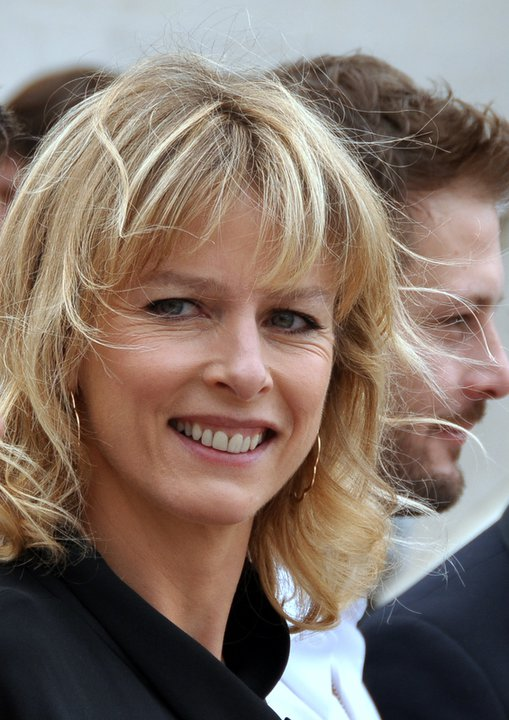
Karin Viard (* 24. Januar)

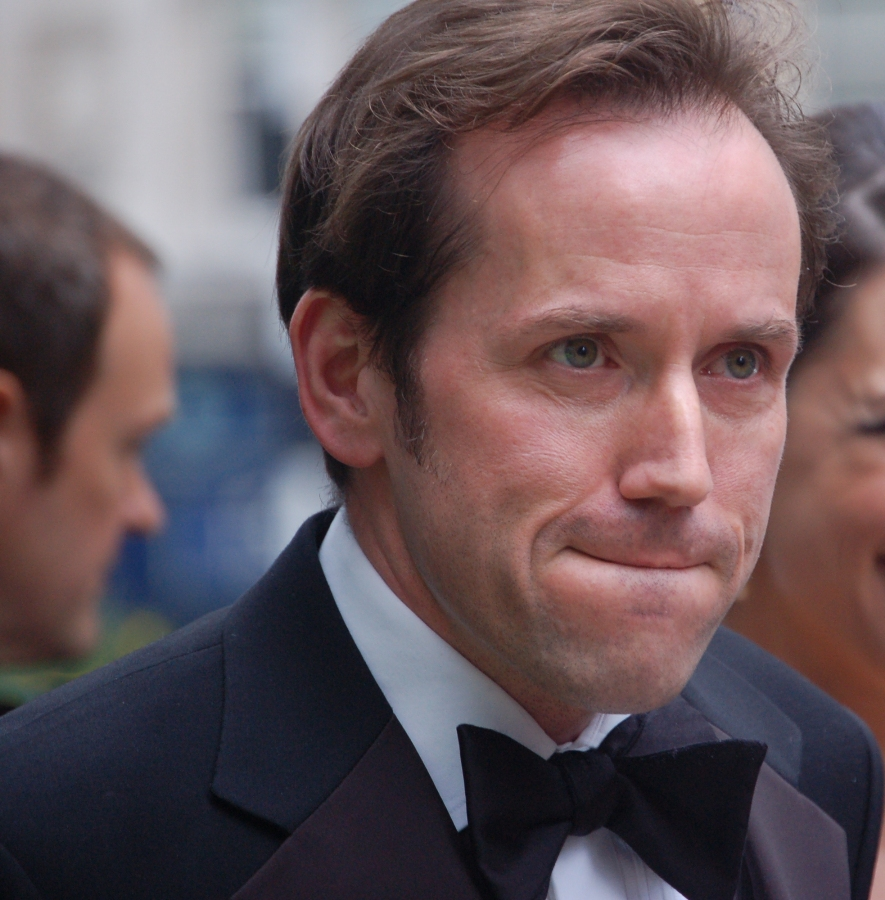
Ben Miller (* 24. Februar)

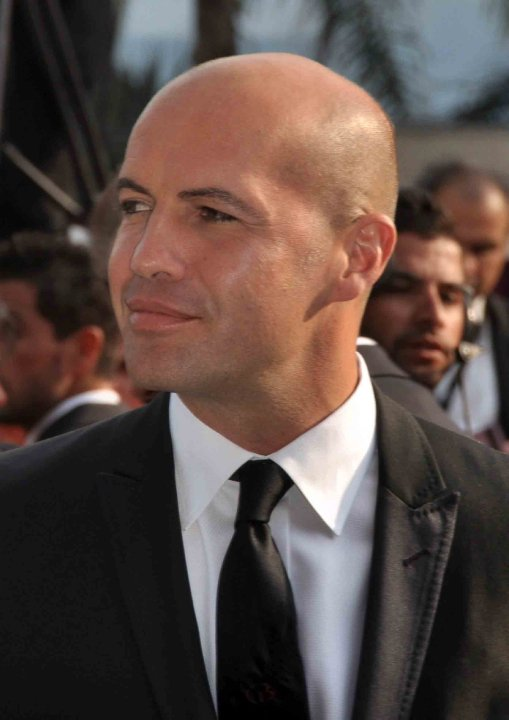
Billy Zane (* 24. Februar)

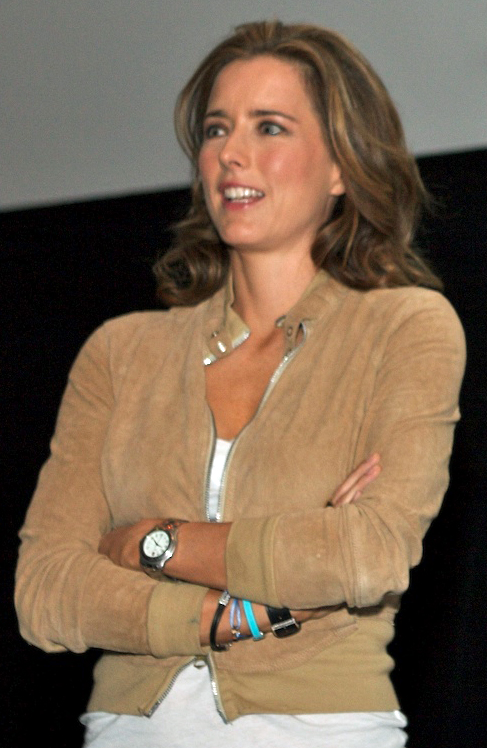
Téa Leoni (* 25. Februar)

- 01. Januar: Su Turhan, deutsch-türkischer Regisseur, Drehbuchautor und Produzent
- 03. Januar: Thomas M. Meinhardt, deutscher Schauspieler, Sprecher und Dozent († 2023)
- 06. Januar: Jesse Dylan, US-amerikanischer Regisseur
- 08. Januar: Lilly Forgách, deutsche Schauspielerin († 2024)
- 12. Januar: Alice Brauner, deutsche Journalistin und Filmproduzentin
- 13. Januar: Patrick Dempsey, US-amerikanischer Schauspieler
- 14. Januar: Dan Schneider, US-amerikanischer Drehbuchautor und Produzent
- 19. Januar: Antoine Fuqua, US-amerikanischer Regisseur
- 20. Januar: Rainn Wilson, US-amerikanischer Schauspieler
- 24. Januar: Karin Viard, französische Schauspielerin
- 27. Januar: Tamlyn Tomita, US-amerikanische Schauspielerin
- 31. Januar: Dexter Fletcher, britischer Schauspieler

Februar
- 03. Februar: Frank Coraci, US-amerikanischer Regisseur und Schauspieler
- 05. Februar: Vivian Wu, chinesische Schauspielerin
- 09. Februar: Christoph Maria Herbst, deutscher Schauspieler, Komödiant, Sprecher und Autor
- 11. Februar: Laurence Côte, französische Schauspielerin
- 11. Februar: Kai Scheve, deutscher Schauspieler in Fernsehen und Theater sowie Sänger
- 11. Februar: Johan Söderqvist, schwedischer Komponist
- 12. Februar: Lochlyn Munro, kanadischer Schauspieler
- 13. Februar: Neal McDonough, US-amerikanischer Schauspieler
- 14. Februar: Kristen Dalton, US-amerikanische Schauspielerin
- 15. Februar: Kim Myers, US-amerikanische Schauspielerin
- 18. Februar: Guy Ferland, US-amerikanischer Film- und Fernsehregisseur
- 19. Februar: Justine Bateman, US-amerikanische Schauspielerin
- 24. Februar: Ben Miller, britischer Schauspieler, Komiker und Drehbuchautor
- 24. Februar: Billy Zane, US-amerikanischer Schauspieler
- 25. Februar: Alexis Denisof, US-amerikanischer Schauspieler
- 25. Februar: Téa Leoni, US-amerikanische Schauspielerin
- 26. Februar: Jennifer Grant, US-amerikanische Schauspielerin
- 27. Februar: Baltasar Kormákur, isländischer Schauspieler
- 28. Februar: Ed Shearmur, britischer Filmmusik-Komponist

März
- 01. März: Zack Snyder, US-amerikanischer Regisseur
- 05. März: Frank Godt, deutscher Szenenbildner
- 05. März: Aasif Mandvi, US-amerikanischer Schauspieler indisch-britischer Herkunft
- 15. März: Johannes Steck, deutscher Schauspieler
- 23. März: Marin Hinkle, US-amerikanische Schauspielerin
- 24. März: Valérie Lang, französische Schauspielerin († 2013)
- 26. März: Michael Imperioli, US-amerikanischer Schauspieler

### April bis Juni
April

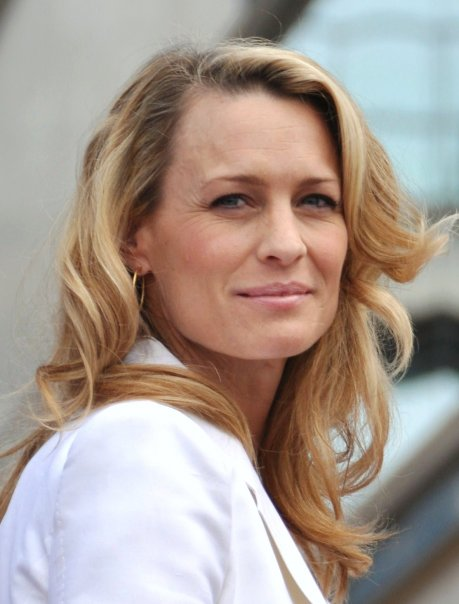
Robin Wright (* 8. April)

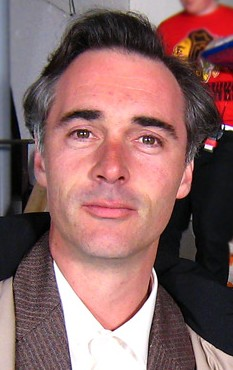
Greg Wise (* 15. Mai)

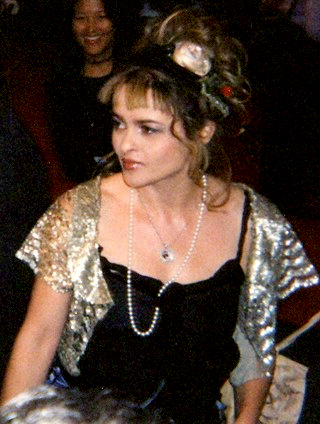
Helena Bonham Carter (* 26. Mai)

- 04. April: Ann-Kathrin Kramer, deutsche Schauspielerin und Autorin
- 04. April: Sandra Nettelbeck, deutsche Regisseurin und Drehbuchautorin
- 08. April: Robin Wright, US-amerikanische Schauspielerin
- 09. April: Cynthia Nixon, US-amerikanische Schauspielerin
- 10. April: Brad William Henke, US-amerikanischer Schauspieler († 2022)
- 16. April: Kai Wiesinger, deutscher Schauspieler
- 18. April: Catrin Striebeck, deutsche Schauspielerin
- 22. April: Jeffrey Dean Morgan, US-amerikanischer Schauspieler

Mai
- 01. Mai: Anne Fletcher, US-amerikanische Schauspielerin, Regisseurin und Choreografin
- 06. Mai: Christoph Fälbl, österreichischer Schauspieler
- 12. Mai: Sami Bouajila, französischer Schauspieler
- 12. Mai: Deborah Kara Unger, kanadische Schauspielerin
- 14. Mai: Marianne Denicourt, französische Schauspielerin
- 15. Mai: Greg Wise, britischer Schauspieler
- 17. Mai: Hill Harper, US-amerikanischer Schauspieler
- 17. Mai: Cynda Williams, US-amerikanische Schauspielerin
- 19. Mai: Polly Walker, britische Schauspielerin
- 20. Mai: Mindy Cohn, US-amerikanische Schauspielerin
- 20. Mai: Gina Ravera, US-amerikanische Schauspielerin
- 22. Mai: Wang Xiaoshuai, chinesischer Regisseur und Drehbuchautor
- 26. Mai: Helena Bonham Carter, britische Schauspielerin
- 28. Mai: Roger Kumble, US-amerikanischer Drehbuchautor und Regisseur
- 28. Mai: Ashley Laurence, US-amerikanische Schauspielerin

Juni
- 07. Juni: Tom McCarthy, US-amerikanischer Schauspieler, Regisseur und Drehbuchautor
- 08. Juni: Julianna Margulies, US-amerikanische Schauspielerin
- 9. Juni: Maria Ketikidou, deutsch-griechische Schauspielerin
- 14. Juni: Traylor Howard, US-amerikanische Schauspielerin
- 17. Juni: Jason Patric, US-amerikanischer Schauspieler
- 18. Juni: Ole Christian Madsen, dänischer Regisseur und Drehbuchautor
- 19. Juni: Kelly Reno, US-amerikanischer Schauspieler
- 19. Juni: Marie-Lou Sellem, deutsch-französische Schauspielerin
- 22. Juni: Emmanuelle Seigner, französische Schauspielerin
- 26. Juni: Dany Boon, französischer Regisseur und Komiker
- 27. Juni: J. J. Abrams, US-amerikanischer Produzent und Regisseur
- 28. Juni: John Cusack, US-amerikanischer Schauspieler
- 28. Juni: Mary Stuart Masterson, US-amerikanische Schauspielerin
- 30. Juni: Marton Csokas, neuseeländischer Schauspieler

### Juli bis September
Juli

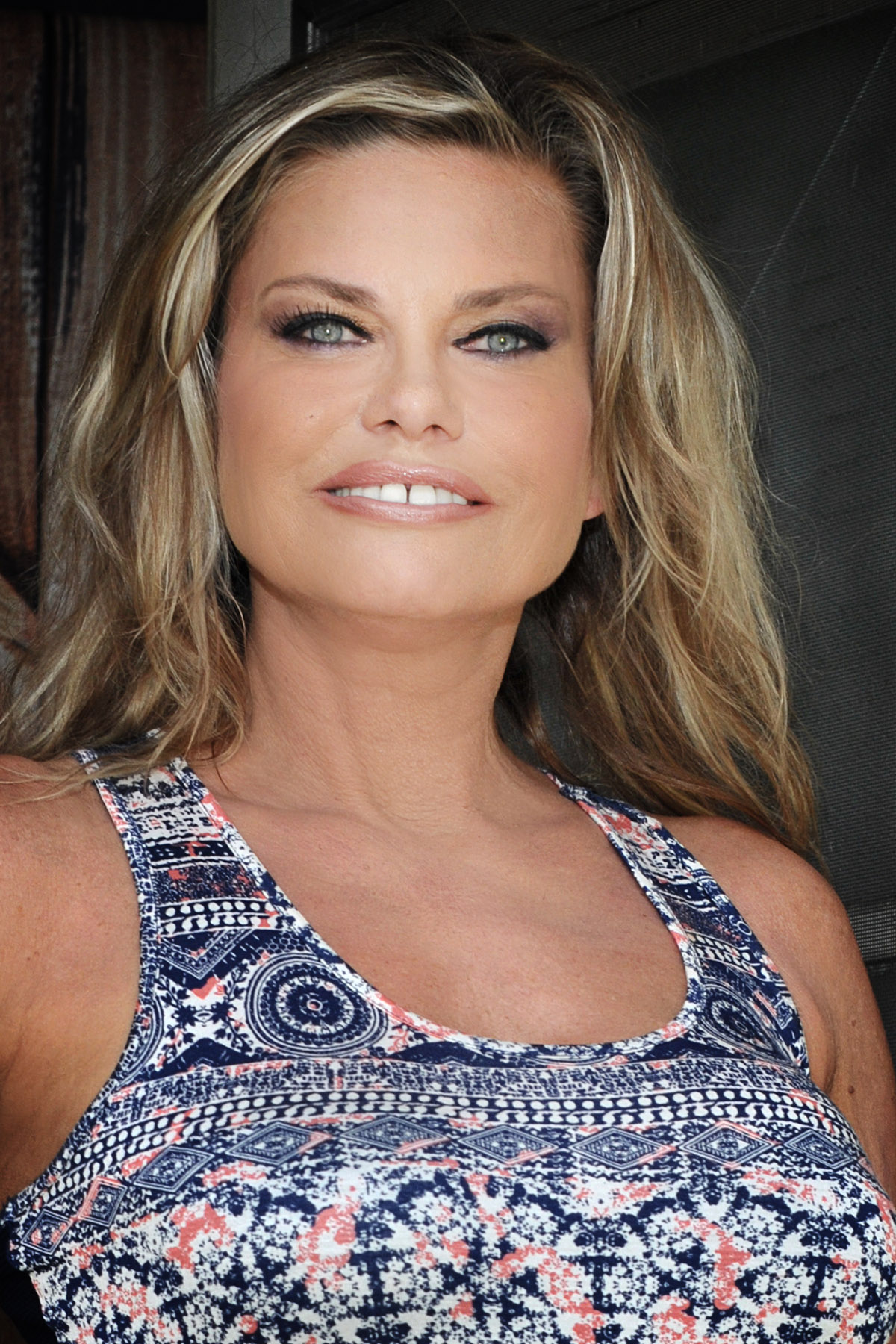
Elke Jeinsen (* 25. Juli)

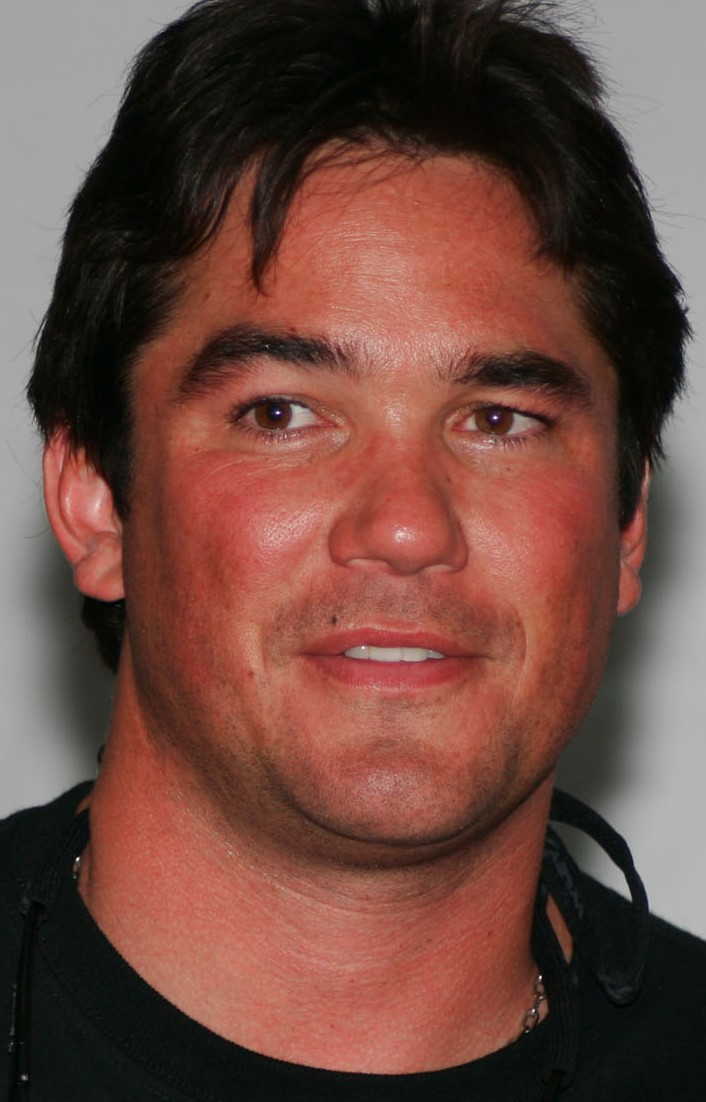
Dean Cain (* 31. Juli)

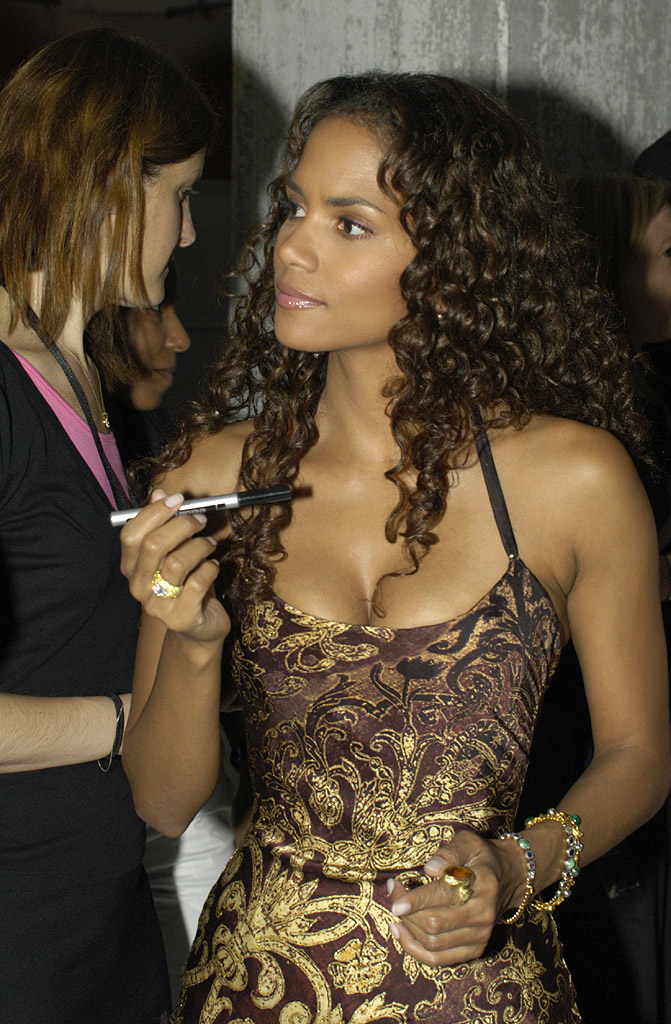
Halle Berry (* 14. August)

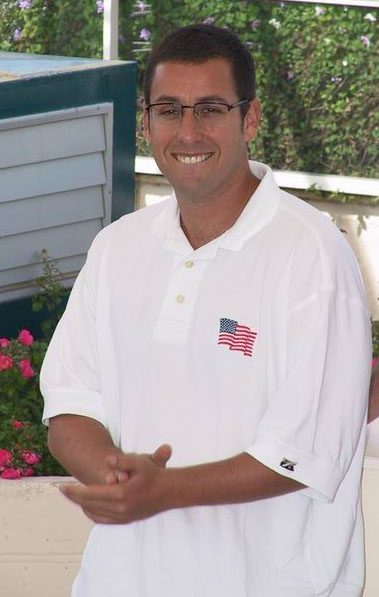
Adam Sandler (* 9. September)

- 02. Juli: Jean-François Richet, französischer Regisseur und Drehbuchautor
- 05. Juli: Kathryn Erbe, US-amerikanische Schauspielerin
- 06. Juli: Aelrun Goette, deutsche Regisseurin von Dokumentar- und Spielfilmen
- 09. Juli: Jamie Bartlett, südafrikanischer Schauspieler († 2022)
- 11. Juli: Greg Grunberg, US-amerikanischer Schauspieler
- 11. Juli: Elina Löwensohn, rumänisch-amerikanische Schauspielerin
- 13. Juli: Gil Birmingham, US-amerikanischer Schauspieler und Synchronsprecher
- 14. Juli: Matthew Fox, US-amerikanischer Schauspieler
- 15. Juli: Irène Jacob, französische Schauspielerin
- 15. Juli: Kristoff St. John, US-amerikanischer Schauspieler († 2019)
- 23. Juli: Samantha Beckinsale, britische Schauspielerin
- 25. Juli: Elke Jeinsen, deutsches Model und Schauspielerin
- 26. Juli: Pascal Breuer, französischer Schauspieler
- 30. Juli: Kerry Fox, neuseeländische Schauspielerin
- 31. Juli: Dean Cain, US-amerikanischer Schauspieler

August
- 05. August: Jonathan Silverman, US-amerikanischer Schauspieler
- 14. August: Halle Berry, US-amerikanische Schauspielerin
- 18. August: Sarita Choudhury, britische Schauspielerin
- 18. August: Lars Rudolph, deutscher Schauspieler
- 18. August: Kang Soo-Yeon, koreanische Schauspielerin
- 20. August: David Rees Snell, US-amerikanischer Schauspieler
- 21. August: Maximilian Krückl, deutscher Schauspieler und Drehbuchautor († 2019)
- 25. August: Robert Maschio, US-amerikanischer Schauspieler
- 30. August: Michael Michele, US-amerikanische Schauspielerin

September
- 01. September: Cris Campion, französischer Schauspieler
- 02. September: Salma Hayek, mexikanische Schauspielerin
- 02. September: Tuc Watkins, US-amerikanischer Schauspieler
- 06. September: David Bennent, schweizerischer Schauspieler
- 09. September: Adam Sandler, US-amerikanischer Schauspieler
- 13. September: Maria Furtwängler, deutsche Schauspielerin
- 17. September: Stéphane Rousseau, kanadischer Schauspieler
- 18. September: Sandra Cervik, österreichische Schauspielerin
- 19. September: Claudia Schmutzler, deutsche Schauspielerin
- 22. September: Erdoğan Atalay, deutsch-türkischer Schauspieler
- 22. September: Andrea Kathrin Loewig, deutsche Schauspielerin und Synchronsprecherin
- 24. September: Stacy Galina, US-amerikanische Schauspielerin
- 25. September: Jason Flemyng, britischer Schauspieler
- 26. September: Natja Brunckhorst, deutsche Schauspielerin und Drehbuchautorin
- 28. September: Maria Canals-Barrera, US-amerikanische Schauspielerin
- 28. September: Leilani Sarelle, US-amerikanische Schauspielerin
- 30. September: Shanesia Davis-Williams, US-amerikanische Schauspielerin

### Oktober bis Dezember
Oktober

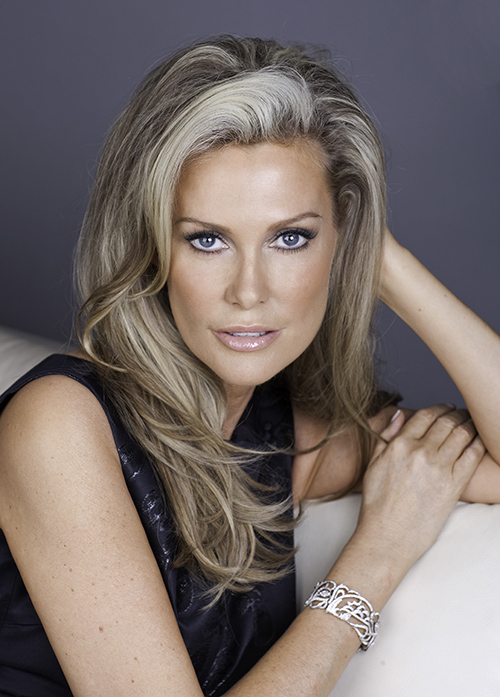
Alison Doody (* 11. November)

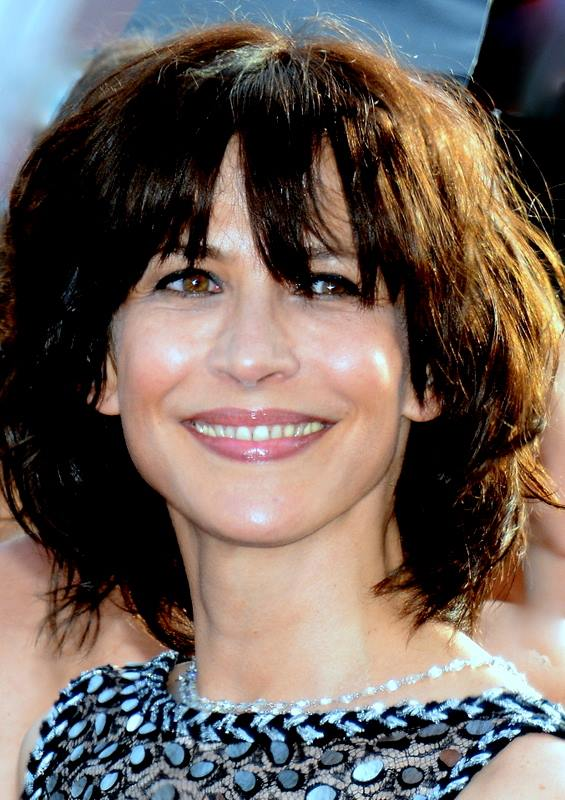
Sophie Marceau (* 17. November)

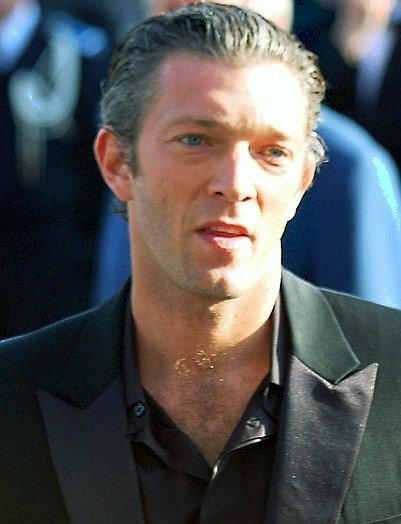
Vincent Cassel (* 23. November)

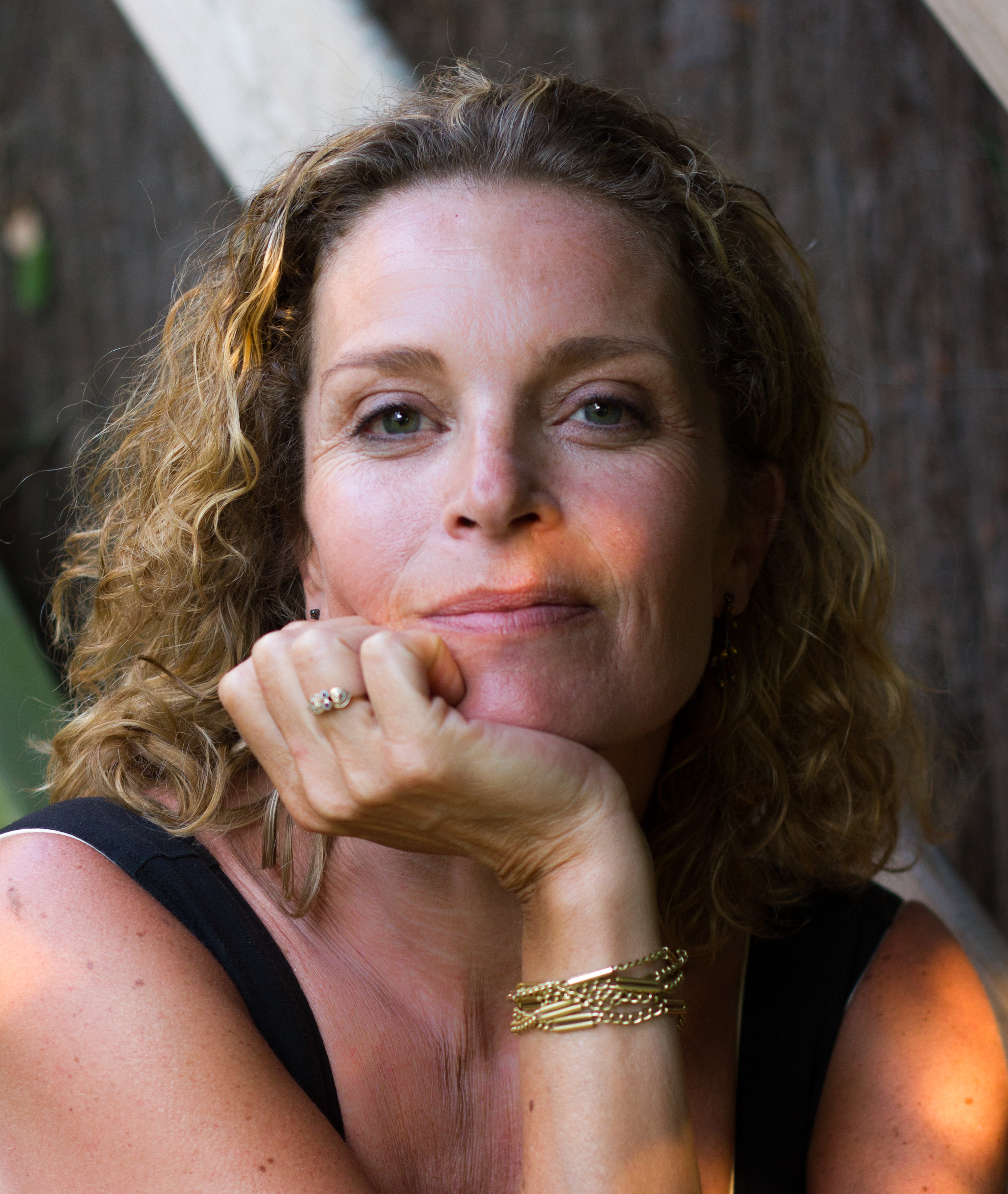
Isabelle Renauld (* 24. November)

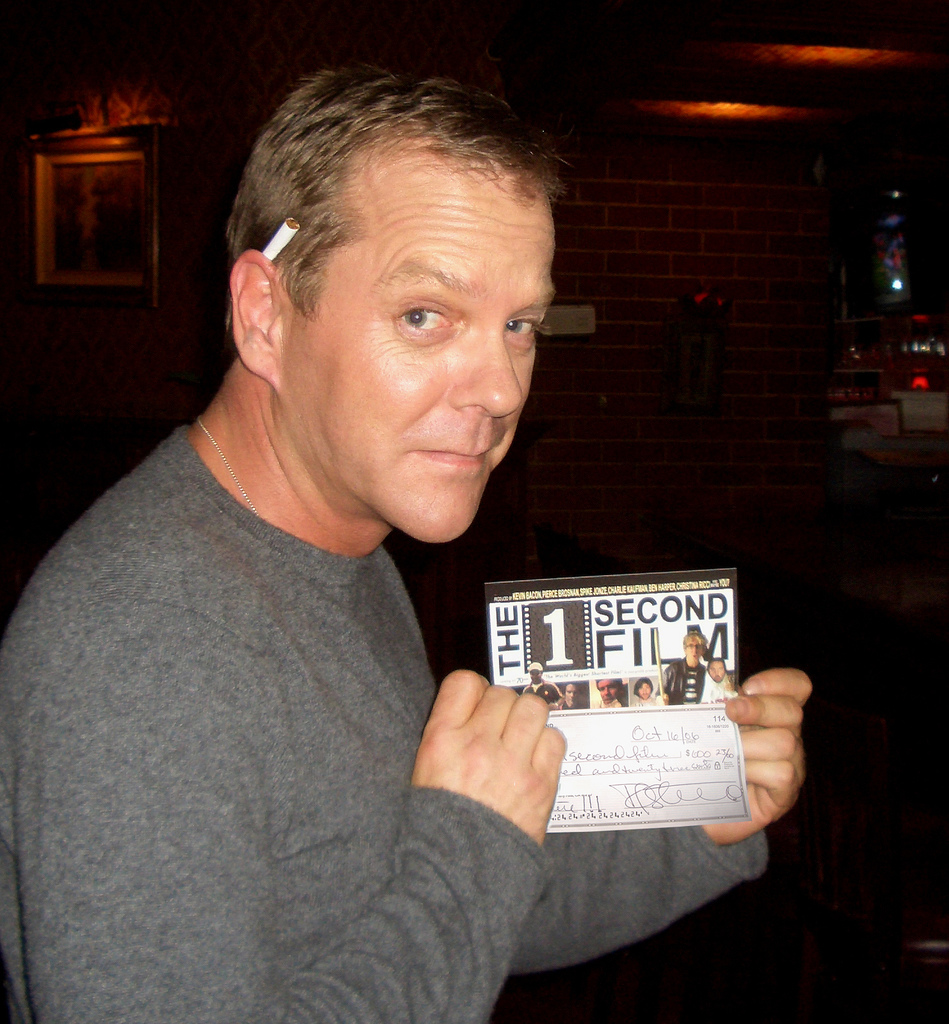
Kiefer Sutherland (* 21. Dezember)

- 01. Oktober: Stefano Dionisi, italienischer Schauspieler
- 02. Oktober: Claudia Lössl, deutsche Schauspielerin und Synchronsprecherin
- 06. Oktober: Jacqueline Obradors, US-amerikanische Schauspielerin
- 07. Oktober: Marco Beltrami, US-amerikanischer Komponist
- 08. Oktober: Karyn Parsons, US-amerikanische Schauspielerin
- 08. Oktober: Heiko Pinkowski, deutscher Schauspieler
- 09. Oktober: Jekaterina Golubewa, russisch-französische Schauspielerin († 2011)
- 11. Oktober: Luke Perry, US-amerikanischer Schauspieler († 2019)
- 13. Oktober: Robert Seeliger, kanadischer Schauspieler
- 19. Oktober: Jon Favreau, US-amerikanischer Schauspieler und Regisseur
- 22. Oktober: Valeria Golino, italienische Schauspielerin
- 23. Oktober: Tyler Mane, kanadischer Schauspieler
- 28. Oktober: Petra Ehlert, deutsche Schauspielerin
- 31. Oktober: Georg Friedrich, österreichischer Schauspieler
- 31. Oktober: Mike O’Malley, US-amerikanischer Schauspieler, Fernsehproduzent und Autor

November
- 01. November: Hans Steinbichler, deutscher Regisseur
- 02. November: David Schwimmer, US-amerikanischer Schauspieler und Regisseur
- 04. November: Daniele Gaglianone, italienischer Regisseur und Dokumentarfilmer
- 06. November: Peter DeLuise, US-amerikanischer Schauspieler
- 10. November: Vanessa Angel, britische Schauspielerin
- 11. November: Alison Doody, irische Schauspielerin
- 12. November: Max Grodénchik, US-amerikanischer Schauspieler
- 15. November: Rachel True, US-amerikanische Schauspielerin
- 17. November: Sophie Marceau, französische Schauspielerin
- 19. November: Jason Scott Lee, US-amerikanischer Schauspieler
- 21. November: Guntram Brattia, österreichischer Schauspieler († 2014)
- 22. November: Anne Brochet, französische Schauspielerin
- 23. November: Vincent Cassel, französischer Schauspieler
- 24. November: Isabelle Renauld, französische Schauspielerin
- 25. November: Billy Burke, US-amerikanischer Schauspieler
- 26. November: Garcelle Beauvais, US-amerikanische Schauspielerin

Dezember
- 01. Dezember: Andrew Adamson, neuseeländischer Regisseur
- 01. Dezember: Matthew Labyorteaux, US-amerikanischer Schauspieler
- 07. Dezember: C. Thomas Howell, US-amerikanischer Schauspieler
- 08. Dezember: Johannes Krisch, österreichischer Schauspieler
- 09. Dezember: Toby Huss, US-amerikanischer Schauspieler
- 10. Dezember: Jennifer Nitsch, deutsche Schauspielerin († 2004)
- 11. Dezember: Gary Dourdan, US-amerikanischer Schauspieler
- 14. Dezember: Lucrecia Martel, argentinische Regisseurin und Drehbuchautorin
- 14. Dezember: Dennenesch Zoudé, deutsche Schauspielerin und Autorin
- 15. Dezember: Katja von Garnier, deutsche Regisseurin
- 15. Dezember: Molly Price, US-amerikanische Schauspielerin
- 19. Dezember: Robert MacNaughton, US-amerikanischer Schauspieler
- 21. Dezember: Kiefer Sutherland, kanadischer Schauspieler
- 22. Dezember: María Pujalte, spanische Schauspielerin
- 24. Dezember: Diedrich Bader, US-amerikanischer Schauspieler
- 26. Dezember: Ulrich Lenk, deutscher Schauspieler († 2015)
- 27. Dezember: Eva LaRue, US-amerikanische Schauspielerin
- 30. Dezember: Akosua Busia, ghanaische Schauspielerin
- 30. Dezember: Bennett Miller, US-amerikanischer Regisseur

### Tag unbekannt
- Hadiatou Barry, deutsche Kinderdarstellerin

## Verstorbene

### Januar bis März
Januar

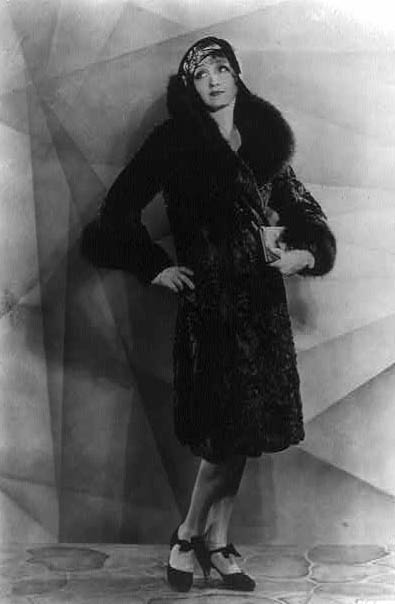
Hedda Hopper († 1. Februar)

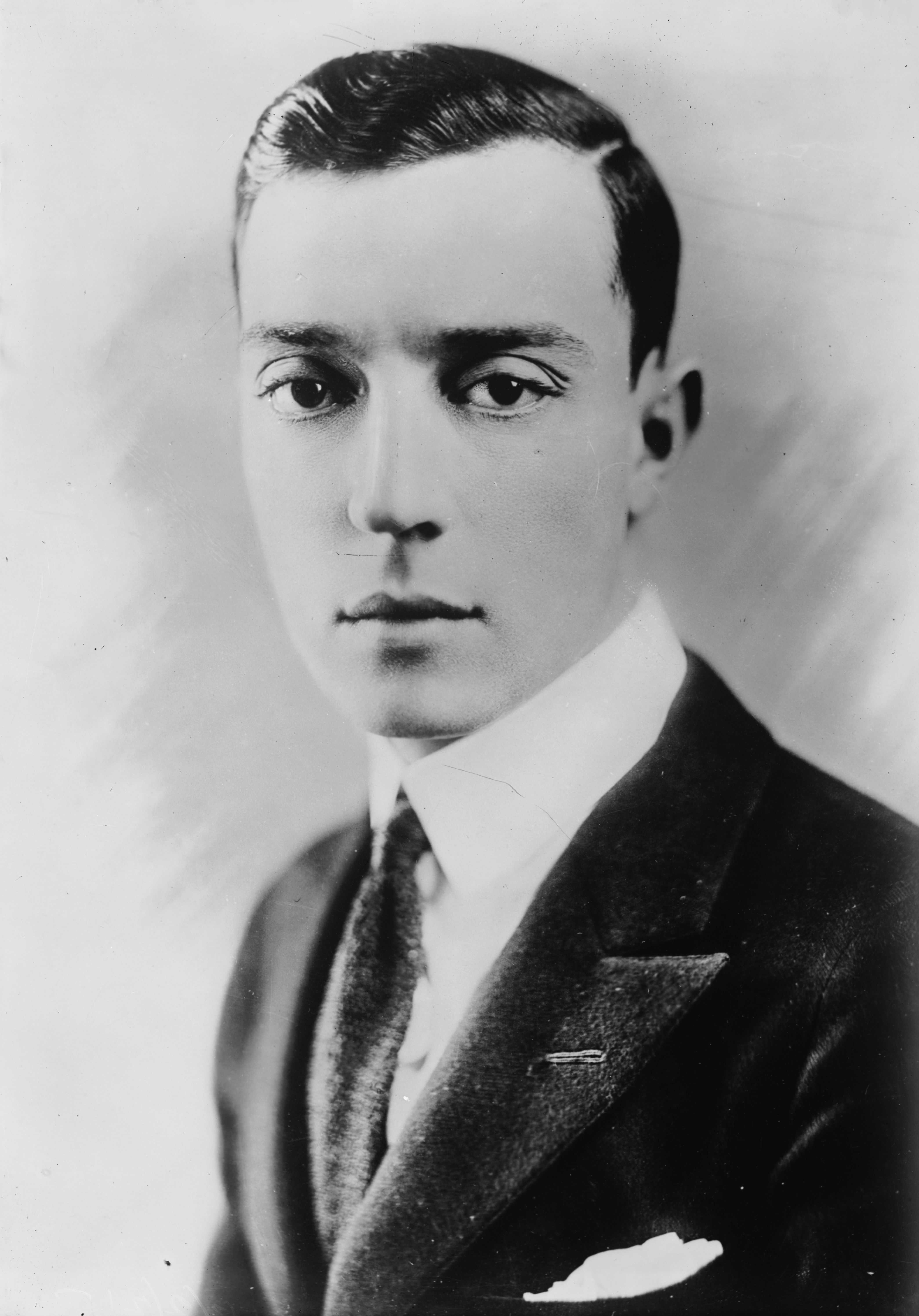
Buster Keaton († 1. Februar)

- 03. Januar: Ady Berber, österreichischer Freistilringer und Schauspieler (* 1913)
- 07. Januar: Bimal Roy, indischer Regisseur (* 1909)
- 07. Januar: Valeska Stock, deutsche Schauspielerin (* 1887)
- 22. Januar: Herbert Marshall, britischer Schauspieler (* 1890)

Februar
- 01. Februar: Hedda Hopper, US-amerikanische Filmkritikerin und Schauspielerin (* 1885)
- 01. Februar: Buster Keaton, US-amerikanischer Schauspieler und Regisseur (* 1895)
- 04. Februar: Robert Graf, deutscher Schauspieler (* 1923)
- 18. Februar: Robert Rossen, US-amerikanischer Regisseur (* 1908)
- 19. Februar: James Edward Grant, US-amerikanischer Drehbuchautor (* 1905)

März
- 03. März: William Frawley, US-amerikanischer Schauspieler (* 1887)
- 27. März: Helen Menken, US-amerikanische Schauspielerin (* 1901)

### April bis Juni
April
- 12. April: Enrico Glori, italienischer Schauspieler (* 1901)

Mai
- 08. Mai: Erich Pommer, deutscher Produzent (* 1889)
- 10. Mai: Erich Engel, deutscher Regisseur (* 1891)
- 26. Mai: Edmond T. Gréville, französischer Filmregisseur und Drehbuchautor (* 1906)

Juni
- 03. Juni: Alice Calhoun, US-amerikanische Schauspielerin (* 1900)
- 05. Juni: Natacha Rambova, US-amerikanische Kostüm- und Szenenbildnerin (* 1897)
- 06. Juni: Ethel Clayton, US-amerikanische Schauspielerin (* 1882)
- 08. Juni: Karl Hasselmann, deutscher Kameramann (* 1883)
- 19. Juni: Ed Wynn, US-amerikanischer Schauspieler (* 1886)
- 21. Juni: Ida Perry, deutsche Schauspielerin (* 1877)
- 22. Juni: Nigel Stock, britischer Schauspieler (* 1919)
- 29. Juni: Gustav Kampendonk, deutscher Drehbuchautor (* 1909)

### Juli bis September
Juli
- 05. Juli: John P. Fulton, US-amerikanischer Kameramann und Specialeffekttechniker (* 1902)
- 16. Juli: Gussy Holl, deutsche Schauspielerin und Sängerin (* 1888)
- 23. Juli: Montgomery Clift, US-amerikanischer Schauspieler (* 1920)
- 23. Juli: Douglass Montgomery, US-amerikanischer Schauspieler (* 1907)
- 28. Juli: Josef von Báky, deutsch-ungarischer Regisseur (* 1902)

August
- 15. August: Jan Kiepura, polnischer Sänger und Schauspieler (* 1902)
- 23. August: Francis X. Bushman, US-amerikanischer Schauspieler (* 1883)
- 25. August: Wolfgang Langhoff, deutscher Schauspieler und Regisseur (* 1901)
- 29. August: Josef Egger, österreichischer Schauspieler (* 1889)

September
- 09. September: Nestor Paiva, US-amerikanischer Schauspieler (* 1905)
- 14. September: Václav Vich, tschechoslowakischer Kameramann (* 1898)
- 22. September: Jules Furthman, US-amerikanischer Drehbuchautor (* 1888)
- 30. September: Sabine Thalbach, deutsche Schauspielerin (* 1932)

### Oktober bis Dezember
Oktober

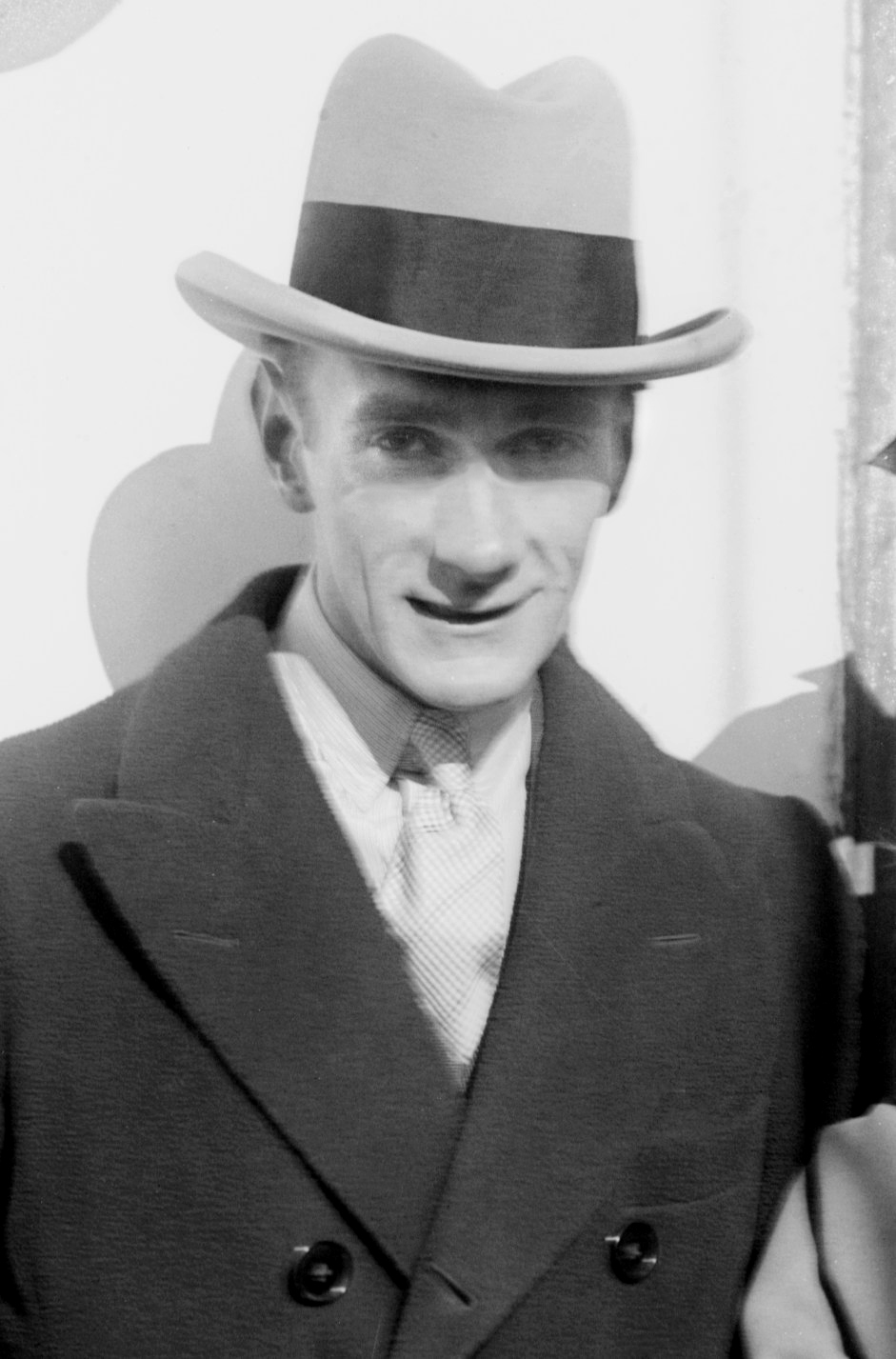
Clifton Webb († 13. Oktober)

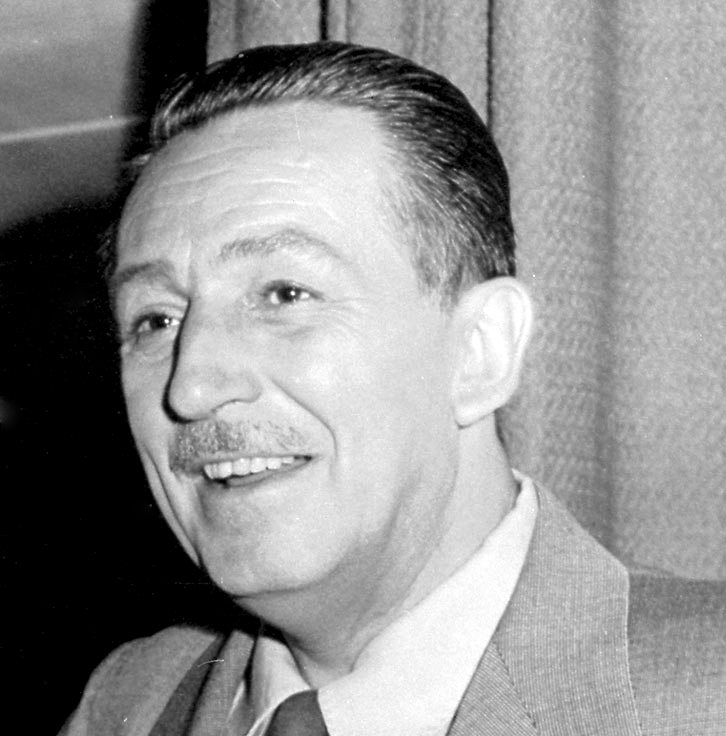
Walt Disney († 15. Dezember)

- 10. Oktober: Wilfrid Lawson, britischer Schauspieler (* 1900)
- 13. Oktober: Clifton Webb, US-amerikanischer Schauspieler (* 1889)
- 23. Oktober: Claire McDowell, US-amerikanische Schauspielerin (* 1877)
- 24. Oktober: Hans Dreier, deutscher Szenenbildner (* 1885)

November
- 12. November: Bernhard Schwidewski, deutscher Filmarchitekt und Bühnenbildner (* 1888)
- 23. November: Wassili Pronin, sowjetischer Regisseur und Kameramann (* 1905)

Dezember
- 14. Dezember: Verna Felton, US-amerikanische Schauspielerin (* 1890)
- 15. Dezember: Walt Disney, US-amerikanischer Produzent und Zeichner (* 1901)
- 22. Dezember: Harry Beaumont, US-amerikanischer Regisseur (* 1888)
- 22. Dezember: Robert Keith, US-amerikanischer Schauspieler (* 1898)
- 26. Dezember: Kim Peacock, britischer Schauspieler, Hörspielsprecher und Drehbuchautor (* 1901)
- 28. Dezember: Karl Martell, deutscher Schauspieler (* 1906)